# Eddie Mathews
Edwin Lee "Eddie" Mathews ( Texarkana, 13 de outubro de 1931 — La Jolla, Califórnia, 18 de fevereiro de 2001) foi um jogador profissional de beisebol da Major League Baseball (MLB) que atuou como terceira base e primeira base. Jogou 17 temporadas pelo Boston Braves, Milwaukee Braves, Atlanta Braves, Houston Astros e Detroit Tigers, de 1952 até 1968. Mathews foi eleito para o Baseball Hall of Fame em 1978.
Mathews é tido como um dos melhores terceira-bases que já jogou. Mathews participou do All-Star Game por 9 vezes. Venceu o título de campeão em home runs da National League (NL) em 1953 e 1959 e foi o segundo lugar na corrida do título de MVP da NL também nestas temporadas. Rebateu 512 home runs durante sua carreira nas grandes ligas. Mathews foi o técnico do Atlanta Braves em 1971, e gerente do time de 1972 até 1974. Mais tarde, foi olheiro e treinador do Texas Rangers, Milwaukee Brewers e Oakland Athletics.